# Stazione di Hashimoto (Wakayama)
La stazione di Hashimoto (橋本駅?, Hashimoto-eki) è una stazione ferroviaria di interscambio della città omonima, nella prefettura di Wakayama, in Giappone. Presso di essa passa la linea Nankai Kōya delle Ferrovie Nankai, che unisce Osaka con il Monte Kōya, e la linea Wakayama della JR West, che congiunge Wakayama con Nara. Per entrambe le compagnie, fermano tutti i treni.

## Linee
Ferrovie Nankai
■ Linea Nankai Kōya
 JR West
■ Linea Wakayama

## Struttura
La stazione è costituita da un unico fabbricato viaggiatori condiviso dalle due società ferroviarie. Tuttavia, ciascuna di esse possiede un ingresso separato con tornelli distinti per l'accesso ai binari.
La stazione Nankai dispone di un marciapiede a isola con due binari passanti. I marciapiedi sono collegati al fabbricato viaggiatori, posto sopra i binari, da scale mobili, fisse e ascensori.
La stazione JR possiede due marciapiedi a isola con tre binari passanti, e il fabbricato viaggiatori si trova su un lato.
| 1   | ■ Linea Wakayama    | per Kokawa e Wakayama                                            |
| 2-3 | ■ Linea Wakayama    | per Gojō e Ōji                                                   |
| 4-5 | ● Linea Nankai Kōya | per Kōyasan                                                      |
| 4-5 | ● Linea Nankai Kōya | per Kawachinagano, Kitanoda, Sakai-Higashi, Shin-Imamiya e Namba |

## Stazioni adiacenti
| «                   | Servizio          | »                 |
| Linea Nankai Kōya   | Linea Nankai Kōya | Linea Nankai Kōya |
| ------------------- | ----------------- | ----------------- |
| Miyukitsuji         | Locale            | Kii-Shimizu       |
| Miyukitsuji         | Espresso          | Kii-Shimizu       |
| Miyukitsuji         | Espresso Rapido   | Kii-Shimizu       |
| Rinkan Den'en-Toshi | Espr. Lim. Rinkan | Capolinea         |
| Rinkan Den'en-Toshi | Espr. Lim. Kōya   | Gokurakubashi     |
| Linea Wakayama      |                   |                   |
| Shimohyōgo          | Locale            | Kii-Yamada        |
| Shimohyōgo          | Rapido            | Kii-Yamada        |